# Cristina Umaña
Cristina Umaña Rojas (Ibagué, 24 dicembre 1974) è un'attrice colombiana.

## Biografia
Ha studiato arte drammatica al Centro de Educación Artística di Televisa (1993-1995). In Colombia, è stato la protagonista di Yo amo a Paquita Gallego e La mujer del presidente. È salita alla ribalta per la sua interpretazione di Judy Moncada nella serie Netflix Narcos.

## Cinema
- Lecciones para un Beso (2011)
- Dios los Junta y Ellos se Separan (2006)
- El Rey (2004)
- ¿Quién Paga el Pato? (2000)
- Mira Quien te Mira (1999)
- Malamor (1999)

## Televisione
- Cartas a Harrison (1996)
- Mascarada (1996)
- Oro (1996)
- La mujer del presidente (1997)
- Yo amo a Paquita Gallego (1997)
- Amores como el nuestro (1998)
- Traga maluca (2000)
- Siete veces amada (2002)
- Punto de giro (2003)
- Todos quieren con Marilyn (2004)
- Vuelo 1503 (2005)
- Tiempo final (2007)
- Capadocia (Capadocia: Un Lugar sin Perdón) (2008)
- Mujeres asesinas (2008)
- La dama de Troya (2008)
- Narcos (serie su Netflix) (2015)
- Cumbia Ninja (2016)
- Distrito Salvaje - serie TV, 10 episodi (2018)
- Jack Ryan stagione 2 (serie su Prime video)(2019)

## Premi
- Premios TvyNovelas - miglior attrice non antagonista 2005
- Premios TvyNovelas - miglior attrice protagonista 1999
- Premios TvyNovelas - miglior attrice non protagonista 1999
- Festival Internacional de Cine de Cartagena 1998
- Premios Shocks - miglior attrice nova 1998